# Powiat wieruszowski
Powiat wieruszowski – powiat w Polsce (w południowo-zachodniej części województwa łódzkiego), reaktywowany w 1999 roku w ramach reformy administracyjnej. Jego siedzibą jest miasto Wieruszów.
Według danych z 31 grudnia 2019 roku powiat zamieszkiwało 42 105 osób. Natomiast według danych z 30 czerwca 2020 roku powiat zamieszkiwało 42 050 osób.

## Położenie
Powiat położony jest przy trasie z Warszawy do Wrocławia, ma dogodne warunki komunikacyjne i drogowe. Przebiegają tu ważne szlaki komunikacyjne – droga ekspresowa S8: Wrocław – Warszawa – Białystok,
droga krajowa nr 74 relacji: S8 – Wieluń – Kielce – Zamość, droga wojewódzka nr 450 Wieruszów – Kalisz oraz droga Wieruszów – Opatów (dojazd do trasy Bytom – Poznań – Kołobrzeg). Przez powiat przebiega również linia kolejowa nr 181 relacji (Kępno – Wieluń – Herby Nowe).
Powiat wieruszowski graniczy z sześcioma powiatami: od północy z powiatem ostrzeszowskim, od południa z kluczborskim i oleskim, od wschodu z wieluńskim i sieradzkim, od zachodu z kępińskim.
Powiat wieruszowski ma 291 km dróg powiatowych. Długość sieci wodociągowej wynosi 473,8 km, kanalizacyjnej 49,9 km.
Powiat wieruszowski ma obszar 577,21 km², co stanowi 3,17% powierzchni województwa łódzkiego.

## Podział administracyjny
W skład powiatu wchodzą:
- gminy miejsko-wiejskie: Bolesławiec, Lututów, Wieruszów
- gminy wiejskie: Czastary, Galewice, Łubnice, Sokolniki
- miasta: Bolesławiec, Lututów, Wieruszów

| lp.   | Herb | Gmina       | siedziba    | powierzchnia (km²) | ludność | gęstość zaludnienia (osób/km²) |
| ----- | ---- | ----------- | ----------- | ------------------ | ------- | ------------------------------ |
| 1     |      | Bolesławiec | Bolesławiec | 64,52              | 4134    | 64                             |
| 2     |      | Czastary    | Czastary    | 62,73              | 4002    | 64                             |
| 3     |      | Galewice    | Galewice    | 135,77             | 6146    | 45                             |
| 4     |      | Lututów     | Lututów     | 76,12              | 4686    | 62                             |
| 5     |      | Łubnice     | Łubnice     | 60,86              | 4184    | 69                             |
| 6     |      | Sokolniki   | Sokolniki   | 80,01              | 4907    | 61                             |
| 7     |      | Wieruszów   | Wieruszów   | 97,20              | 14090   | 145                            |
| Razem | -    | 7           | 7           | 577,21             | 42 149  | 73                             |

## Demografia

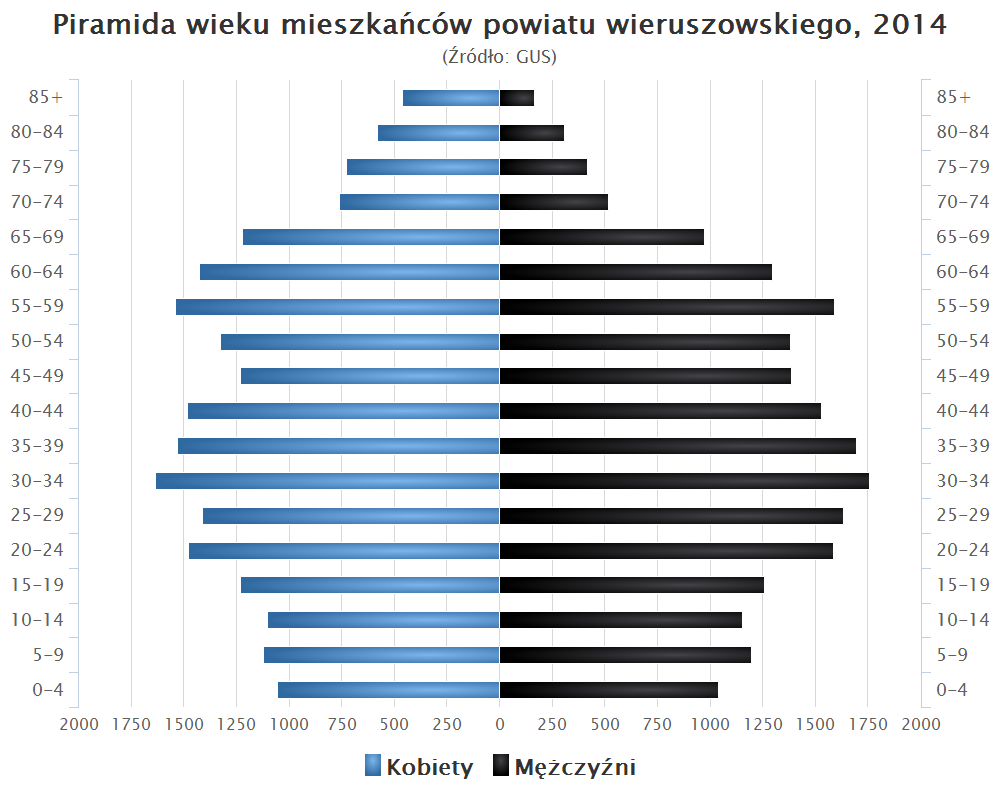
Piramida wieku mieszkańców powiatu wieruszowskiego w 2014 roku

Dane z 31 grudnia 2007 r.:
| Opis                              | Ogółem     | Ogółem | Kobiety | Kobiety | Mężczyźni | Mężczyźni |
| --------------------------------- | ---------- | ------ | ------- | ------- | --------- | --------- |
| jednostka                         | osób       | %      | osób    | %       | osób      | %         |
| populacja                         | 42 149     | 100    | 21 321  | 50,6    | 20 828    | 49,4      |
| powierzchnia                      | 577,21 km² |        |         |         |           |           |
| miasto                            | 8608       | 100    | 4476    | 52,0    | 4132      | 48,0      |
| wieś                              | 33 541     | 100    | 16 845  | 50,2    | 16 696    | 49,8      |
| gęstość zaludnienia (mieszk./km²) | 73         | 73     | 37      | 37      | 36        | 36        |

## Historia
Powiat wieruszowski istniał już w latach 1816–1870.
Został reaktywowany dnia 13 listopada 1954 roku w województwie łódzkim, jako jeden z pierwszych powiatów utworzonych tuż po wprowadzeniu gromad w miejsce dotychczasowych gmin (29 września 1954) jako podstawowych jednostek administracyjnych PRL. Na powiat wieruszowski złożyły się 1 miasto i 18 gromad, które wyłączono z dwóch ościennych powiatów:
- z powiatu wieluńskiego (woj. łódzkie):
  - miasto Wieruszów
  - gromady Bolesławiec, Czastary, Galewice, Łubnice, Mieleszyn, Ochędzyn, Osiek, Ostrówek, Parcice, Pichlice, Pieczyska, Sokolniki, Walichnowy, Węglewice, Wójcin i Żdżary
- z powiatu kępińskiego (woj. poznańskie):
  - gromady Podzamcze i Wyszanów (zmiana przynależności wojewódzkiej)

Po zniesieniu gromad i reaktywacji gmin z dniem 1 stycznia 1973 roku powiat wieruszowski podzielono na 1 miasto i 6 gmin:
- miasto Wieruszów
- gminy Bolesławiec, Czastary, Galewice, Łubnice, Sokolniki i Wieruszów

Po reformie administracyjnej obowiązującej od 1 czerwca 1975 roku terytorium zniesionego powiatu wieruszowskiego włączono do nowo utworzonego województwa kaliskiego.
Wraz z reformą administracyjną z 1999 roku przywrócono w województwie łódzkim powiat wieruszowski o kształcie przybliżonym do granic z 1975 roku. Powiat powiększył się o gminę Lututów, która do 1954 roku oraz w latach 1973–75 należała do powiatu wieluńskiego. Przyłączenie gminy Lututów do powiatu wieruszowskiego spotkało się z głośnym sprzeciwem ludności gminy powołującej się na przeszłość historyczno-administracyjną, względy funkcjonalno-przestrzenne oraz względy społeczne, przemawiające za przynależnością do powiatu wieluńskiego. Inną zmianą było połączenie miasta i gminy Wieruszów 1 stycznia 1992 roku we wspólną gminę miejsko-wiejską Wieruszów.

## Starostowie wieruszowscy
Na podstawie źródła:
- Józef Edmund Wróbel (1 stycznia 1999 – 26 listopada 2002)
- Andrzej Władysław Szymanek (26 listopada 2002 – 27 stycznia 2022)
- Stefan Jan Pietras (27 stycznia 2022 – nadal)